# Pop Design
Pop Design je slovinská hudební skupina. V roce 1989 obsadila 9. místo na jugoslávském národním kole Eurovize se svou skladbou Baby Blue. V letech 1996 a 1998 se účastnili také slovinských národních kol s písněmi Volk samotar (Vlk samotář) a Nora noč (Bláznivá noc). Nejznámějšími zpěváky skupiny byli Vili Resnik a Miran Rudan, který je zpěvákem skupiny i v současnosti. Koncem října 2010 se skupina zapletla do skandálu týkajícího se jejich známé písně Na božično noč (O vánoční noci), o které média zjistila, že jde o plagiát.

## Hity
- Zbogom
- Zaspi pri meni nocoj
- Na božično noč
- Ko si na tleh
- Zate
- Ne bom ti lagal
- Zatreskan sem vate
- Pokliči me nocoj
- Potepuh
- Prihajam domov
- Volk samotar
- Ti čudežna si
- Pusti soncu v srce
- Tebi
- Somebody called me tonight

## Diskografie
- Pusti soncu v srce (1987)
- Slava vojvodine Kranjske (1989)
- Poletni hiti 1 (1990)
- Cerkev domača (1990)
- Poletni hiti 2 (1991)
- Zaspi pri meni nocoj (1992)
- The best of (1992)
- Ko si na tleh (1993)
- Dreams (1993)
- Spomin iz pajčevine (1994)
- Potepuh (1995)
- Volk samotar (1996)
- Zetreskan sem vate (1996)
- Instrumental (1996)
- Nebo je žalostno (1997)
- Poletje (1998)
- Prihajam domov (2001)
- Vzhodno od raja (2002)
- Pop Design 2005 Live (2005)
- Petindvajset (2010)

## Členové
Jedním ze zakladatelů a v současnosti jediným původním členem je Tone Kosmrlj.

### Původní sestava
- Tone Kosmrlj (baskytara, zpěv)
- Janez (Jani) Marinšek (kytara, zpěv)
- Danilo Čampa (zpěv, saxofon)
- Gorazd Rakovec (klávesy)
- Primoz Jovan (bicí)

### Současná sestava
- Tone Kosmrlj (baskytara)
- Miran Rudan (zpěv)
- Damjan Kuzmijak (kytara)
- Tomo Pavlin (klávesy)
- Damjan Tomažin (bicí)

### Zpěv
- Danilo Čampa (1985 – 1987)
- Miran Rudan (1988 – 1990, 2007 – )
- Vili Resnik (1990 – 1995, 2001, 2005)
- Mik Masnec (1995 – 1998)
- Miha Herzog (2002 – 2004)

### Kytara
- Janez (Jani) Marinšek (1985 – 1998, 2001 – 2009)
- Sandi Blažič (2009 – 2010)
- Damjan Kuzmijak (2010 – )

### Baskytara
- Tone Kosmrlj (1985 – 1998, 2001 – )

### Bicí
- Primož Jovan (1985 – 1987)
- Damjan Tomažin (1987 – 1996, 2001 – 2009, 2010 – )
- Mare Ličen (1996 – 1998)
- Matej Pavletič (2009 – 2010)

### Klávesy
- Gorazd Rakovec (1985 – 1988)
- Marko Derlink (1988 – 1991)
- Matjaž Vlašič (1991 – 1998)
- Martin Erjavec (1998, 2001 – 2009)
- Igor Peternelj (2009 – 2010)
- Tomo Pavlin (2010 – )